# Lakshmipur (district)
Pour les articles homonymes, voir Lakshmipur.
Lakshmipur est un district du Bangladesh. Il est situé dans la division de Chittagong. La ville principale est Lakshmipur.

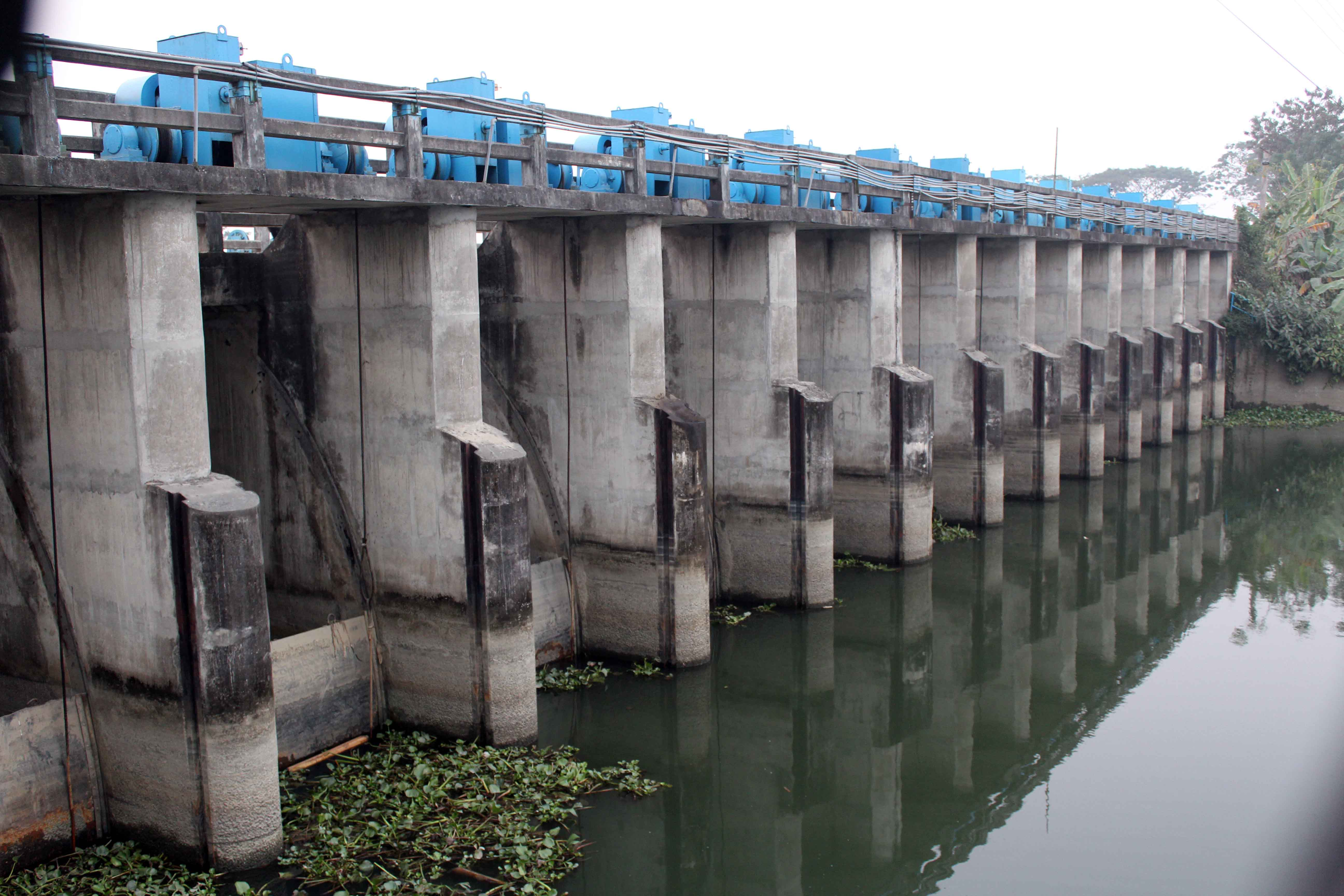
Barrage près de Moju Chowdhury Hat